# Kanton Viarmes
Kanton Viarmes is een voormalig kanton van het Franse departement Val-d'Oise. Kanton Viarmes maakte deel uit van het arrondissement Sarcelles en telde 19.940 inwoners (1999). Het werd opgeheven bij decreet van 17 februari 2014 met uitwerking in maart 2015.

## Gemeenten
Het kanton Viarmes omvatte de volgende gemeenten:
- Asnières-sur-Oise
- Baillet-en-France
- Belloy-en-France
- Maffliers
- Montsoult
- Noisy-sur-Oise
- Saint-Martin-du-Tertre
- Seugy
- Viarmes (hoofdplaats)
- Villaines-sous-Bois